# Postomino (gemeente)
De gemeente Postomino is een landgemeente in het Poolse woiwodschap West-Pommeren, in het noordoosten van powiat Sławieński.
De gemeente bestaat uit 28 administratieve plaatsen solectwo: Bylica, Chudaczewo, Dzierżęcin, Górsko, Jarosławiec, Jezierzany, Kanin, Karsino, Korlino, Królewo, Łącko, Marszewo, Masłowice, Mazów, Naćmierz, Nosalin, Pałowo, Pałówko, Pieńkowo, Pieńkówko, Pieszcz, Rusinowo, Staniewice, Tyń, Wilkowice, Wszedzień en Złakowo.
De zetel van de gemeente is in het dorp Postomino.
De gemeente beslaat 21,8% van de totale oppervlakte van de powiat.

## Demografie
De gemeente heeft 12,1% van het aantal inwoners van de powiat.

## Plaatsen zonder de statussołectwo
- Chełmno Słowieńskie, Chudaczewko, Czarna Buda, Dołek, Górka, Kłośnik, Królewice, Królewko, Łężek, Mszane, Mszanka, Nosalinek, Nowe Łącko, Przybudówka-Królewo, Radziszkowo, Ronino, Tłuki, Wicko Morskie, Wykroty

## Aangrenzende gemeenten
- Darłowo en Sławno (w powiecie powiat Sławieński), Kobylnica, Słupsk en Ustka (w powiecie (powiat Słupski).